# Królówka (ciek wodny)
Królówka – ciek w Augustowie w województwie podlaskim.
Królówka leży w północno-wschodniej części Augustowa, nazywanej Wojciech, ok. 6,5 km od centrum miasta. Łączy staw Wojciech z Jeziorem Białym Augustowskim. Długość cieku to ok. 400 m.
Dawniejsza forma nazwy brzmiała Krylowka i pochodziła od zniekształconego jaćwieskiego słowa oznaczającego krętość. W XVII i XVIII w. nad Królówką funkcjonowała rudnia, która dała początek późniejszej wsi Wojciech.